# Petaloudes
Petaloudes (griechisch Πεταλούδες (f. pl.)) ist ein Gemeindebezirk der Insel und Gemeinde Rhodos in der griechischen Region Südliche Ägäis.  Verwaltungssitz war die Kleinstadt Kremasti. Der Gemeindebezirk ging nach der Verwaltungsreform 2010 aus der gleichnamigen Gemeinde hervor, die nach dem Tal der Schmetterlinge (Κοιλάδα των Πεταλούδων Kiláda ton Petaloúdon) benannt worden war.

## Lage
Der Gemeindebezirk Petaloudes erstreckt sich auf etwa 12 km entlang der Nordwestküste von Rhodos und reicht bis zu 17 km ins Inselzentrum. Er nimmt insgesamt eine Fläche von 90,619 km² ein. Angrenzende Gemeindebezirke sind im Südwesten Kamiros im Südosten und Osten Kallithea sowie im Nordosten Ialysos.
Auf dem Gebiet des Gemeindebezirks liegen der Flughafen Rhodos und der geschlossene Flughafen Rhodos-Maritsa.

## Verwaltungsgliederung
Der Gemeindebezirk Petaloudes ging als Gemeinde 1997 aus dem Zusammenschluss von sechs Landgemeinden hervor. Durch die Verwaltungsreform 2010 wurden alle Gemeinden der Insel Rhodos fusioniert. Seither haben die Vorgängergemeinden den Status von Gemeindebezirken (dimotiki enotita), die ehemaligen Gemeindebezirke werden abhängig von ihrer Einwohnerzahl als Stadtbezirk (dimotiki kinotita) oder Ortsgemeinschaft (topiki kinotita) geführt.
| Stadtbezirk Ortsgemeinschaft | griechischer Name              | Code     | Fläche (km²) | Einwohner 2001 | Einwohner 2011 | Dörfer und Siedlungen    |
| ---------------------------- | ------------------------------ | -------- | ------------ | -------------- | -------------- | ------------------------ |
| Kremasti                     | Δημοτική Κοινότητα Κρεμαστής   | 69011001 | 11,950       | 4585           | 5396           | Kremasti, Aerolimin      |
| Damatria                     | Τοπική Κοινότητα Δαματρίας     | 69011002 | 12,375       | 0477           | 0641           | Damatria, Kato Kalamon   |
| Theologos                    | Δημοτική Κοινότητα Θεολόγου    | 69011003 | 22,375       | 0856           | 0809           | Theologos, Epano Kalamon |
| Maritsa                      | Δημοτική Κοινότητα Μαριτσών    | 69011004 | 23,650       | 1766           | 1808           | Maritsa                  |
| Paradisi                     | Δημοτική Κοινότητα Παραδεισίου | 69011005 | 9,425        | 2646           | 2667           | Paradisi, Vagies         |
| Pastida                      | Δημοτική Κοινότητα Παστίδας    | 69011006 | 9,375        | 1803           | 3641           | Pastida                  |
| Gesamt                       | Gesamt                         | 690110   | 90,619       | 12.133         | 14.962         |                          |